# Elazığ (prowincja)
Prowincja Elâzığ (tur. Elâzığ Ili) – jednostka administracyjna w Turcji, położona we wschodniej Anatolii.

## Dystrykty

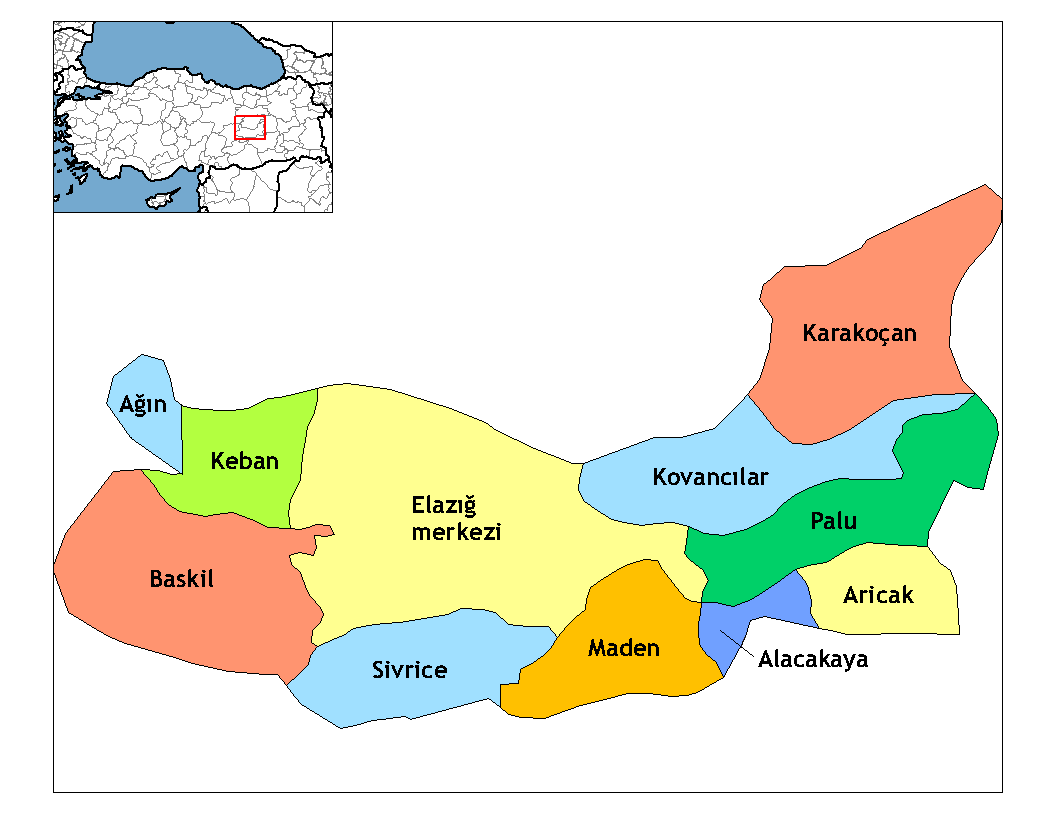
Dystrykty w prowincji Elâzığ

Prowincja Elâzığ dzieli się na  jedenaście dystryktów:
- Ağın
- Alacakaya
- Arıcak
- Baskil
- Elâzığ
- Karakoçan
- Keban
- Kovancılar
- Maden
- Palu
- Sivrice